# Жбанков, Стратоник Ильич
Стратоник Ильич Жбанков (14 (26) января 1892, д. Каничи, Климовичский уезд, Могилёвская губерния — 10 февраля 1968) — белорусский советский революционер и государственный деятель.

## Биография
Родился 14 (26) января 1892 в семье Ильи Жбанкова. Начинал трудовую деятельность, работая учителем. С 1913 года — на военной службе во флоте, во время Первой мировой войны служил матросом на Балтийском флоте. Во время Февральской революции избран председателем флотского комитета дивизиона подводных лодок. С августа 1917 года — член ВКП(б).
В 1917 году направлен на партийную работу на родину, участник борьбы за установление советской власти в Костюковичах и Климовичском уезде. Участвовал в создании ревкома, партийной организации, отряда Красной гвардии. Делегат III Всероссийского съезда крестьянских депутатов, V Всероссийского съезда Советов. В период гражданской войны и польской интервенции занимал ряд руководящих должностей в регионах Белоруссии — председатель Климовичского уездного исполкома (1918), могилёвский губернский и городской комиссар (1919), секретарь Гомельского горкома КП(б) Белоруссии (1919), член военного Совета Гомельского укрепрайона, председатель ревкома и комитета труда в Орше.
С 1920 года — в Красной Армии, затем — на партийных должностях и учёбе в Москве. Закончил I-й МГУ (1926) и Институт красной профессуры (1933). Экономист-плановик.
С 1936 по 1953 годы — директор ЦФФКА (ЦГАКФФД — Центральный государственный архив кино-фото-фонодокументов) СССР.
В годы Великой Отечественной войны служил в органах НКВД в звании полковника.
Его именем названа улица в г. Могилёве.